# カーボベルデ系アメリカ人
カーボベルデ系アメリカ人（カーボベルデけいアメリカじん、英: Cape Verdean American）とは、上祖にカーボベルデ出身者が存在するアメリカ人、もしくはカーボベルデで生まれアメリカ合衆国に移住した人々のことである。

## 歴史
既に17世紀末からアメリカへの移民は始まっていたが、19世紀に入ると、周期的に旱魃と飢饉が繰り返されるポルトガル植民地、カーボベルデ諸島から多くの人々がアメリカ合衆国へと向った。19世紀前半に捕鯨の町だったマサチューセッツ州、ニューベッドフォードに定着した人々がカーボベルデ系移民の嚆矢であり、彼等は捕鯨船の船員として働いた。19世紀末に蒸気船が開発されるとカーボベルデ系移民はニューイングランドとカーボベルデ諸島を結ぶ定期航路を運営するようになり、カーボベルデの人々は大西洋を行き来しつつロードアイランド州、マサチューセッツ州の繊維産業、イチゴ農園などに職を見つけた。
カーボベルデからの移民はその肌の色により、アメリカ合衆国の人種差別に直面した。当初カーボベルデ系移民は在来のアフリカ系アメリカ人と混同されて差別されることを拒んだため、自らを白人だと主張して文化的に近いポルトガル系アメリカ人に接近したが、ポルトガル系アメリカ人は差別を恐れてカーボベルデ系人の接近を拒んだために、アメリカ合衆国では「黒いポルトガル人」と呼ばれるようになった。
第二次世界大戦後にアフリカ系アメリカ人公民権運動が始まると、三世以後のカーボベルデ系アメリカ人には、自らを黒人だと看做し、公民権運動に加わる新しい世代が出現した。しかしながら、カーボベルデ系アメリカ人は完全にアフリカ系アメリカ人には同化せず、モルナなどの音楽、料理、クレオール語などによって、自らのカーボベルデ系としてのアイデンティティを確認している。

## 脚註
1. ↑  "Table 52. Population by Selected Ancestry Group and Region: 2009"、アメリカ合衆国国勢調査局、2013年7月5日閲覧
2. ↑  小川(2010:279)
3. ↑  市之瀬(1997:46-48)
4. ↑  市之瀬(1997:48)
5. ↑  市之瀬(1997:48-49)
6. ↑  市之瀬(1997:49)
7. ↑  市之瀬(1997:50-51)
8. ↑  市之瀬(1997:51)
9. ↑  市之瀬(1997:51-52)